# Devil Master
Devil Master — американская блэк-метал/панк-группа из Филадельфии.

## История
Группа была основана в конце 2015 года пятью друзьями: соло-гитарист Dark Prince, ритм-гитарист Infernal Moonlight Apparition, вокалист Disembody, барабанщик Del и басист Spirit Mirror. Позже к ним присоединился клавишник Dodder. На момент основания Devil Master все участники уже выступали в различных группах на хардкор- и метал-сцене Филадельфии (Dark Prince — басист Integrity; Spirit Mirror — фронтмен пост-панк-группы Blank Spell, а Dodder — участник Grave Spell).
В 2016 году вышло демо Devil Master. Позже на Bandcamp был выпущен сингл «Obscene Charade», который привлёк внимание прессы. В 2017 году вышло демо Inhabit The Corpse, а уже в конце года коллектив подписал контракт с лейблом Relapse Records. На этом лейбле в 2018 году была выпущена компиляция из двух демо, получившая название Manifestations.
В конце 2018 года группа вошла в студию в Филадельфии для записи своего дебютного полноформатного альбома Satan Spits on Children of Light. Он был выпущен в 2019 году, пока группа находилась в туре. Альбом получил положительные отзывы от музыкальных критиков и стал одним из лучших альбомов года по версии различных изданий.
В марте 2022 года группа анонсировала второй студийный альбом, получивший название Ecstasies of Never Ending Night. Вместе с анонсом вышел первый сингл «Acid Black Mass». 19 апреля вышел второй сингл «Shrines In Cinder». Альбом вышел 29 апреля на лейбле Relapse Records. В записи альбома участвовал новый барабанщик и клавишник группы Крис «Festering Terror in Deepest Catacomb» Ульш, а продюсером выступил Пит ДеБоер.

## Стиль
По словам Тома Юрека из AllMusic, группа сочетает «сатанинский блэк-метал первой волны, японский хардкор, американский ди-бит и бурлящий дэт-рок».

## Состав

### Нынешний состав
- Dark Prince — соло-гитара (2015—н. в.)
- Infernal Moonlight Apparition — ритм-гитара (2015—н.в.)
- Disembody Through Unparalleled Pleasure — вокал, бас-гитара (2015—н.в.)
- Festering Terror in Deepest Catacomb — ударные, клавишные (?—н.в.)

### Бывшие участники
- Del — ударные (2016—?)
- Spirit Mirror — бас-гитара (2015—?)
- Dodder — клавишные (2018—?)

## Дискография

### Студийные альбомы
- Satan Spits on Children of Light (2018)
- Ecstasies of Never Ending Night (2022)

### Компиляции
- Manifestations (2018)

### Демо
- Devil Master (2016)
- Inhabit The Corpse (2017)